# Jean Théodore Serraris
Jean Théodore Serraris (Kieldrecht, ma: Belgium, 1787, május 8. – Maastricht, Hollandia, 1855. január 2.) kelet-flandriai születésű francia katonatiszt. A napóleoni háborúk idején hosszú éveket töltött katonáskodással, 1855-ben halt meg, túlélve Bonaparte Napóleont.

## Élete
Bár szülei nem katonai pályára szánták, 1806-ban (vagy 1608-ban) francia szolgálatba lépett, csatlakozott a napóleoni Gárda önkénteseihez. Részt vett a jénai csatában, ahol súlyosan megsebesült. 1809-ben alhadnagy lett, majd végigjárta a különféle rangokat és végigharcolta a Császárság szinte valamennyi hadjáratát. Pierre Bodelin (1764-1828) ezredes(?) parancsnoksága alatt részt vett az 1812. évi oroszországi hadjáratban, Napóleon kezéből vette át a Becsületrend lovagkeresztjét a moszkvai Kreml előtti díszszemlén. Később részt vett az 1813. évi drezdai csata és a lipcsei csata , az 1814. évi La Rothière-i, montmirail-i, Bar-sur-Aube-i, fère-champenoise-i és a párizsi csata küzdelmeiben.
Miután kinevezték zászlóaljparancsnokká és előléptették a becsületrend tisztjévé, megvált a francia szolgálattól és 1815-ben a Holland Királyság szolgálatába lépett. 1829-ben megnősült, a Cornelia Henrica Hoppenbrouwers-vel kötött házasságból hat gyermek született.
A francia Becsületrend (chevalier, vagyis lovag) mellett a belga Lipót-rend (commander, vagyis parancsnok), a belga (később holland) Oroszlán-rend és más rendek kitüntetettje. 1855-ben halt meg németalföldi szolgálatban álló altábornagyként. Hátrahagyott egy naplót, melyben az oroszországi hadjáratról is írt.